# Wappen des Vogtlandkreises
Das Wappen des Vogtlandkreises ist ein Hoheitszeichen des Vogtlandkreises in Sachsen, der gleichbedeutend mit dem sächsischen Teil des Vogtlandes ist.

## Blasonierung
Die Blasonierung ist wie folgt:

„Gespaltener Schild. Rechts auf schwarzem Feld ein rechtsgewandter goldener, rot bewehrter Löwe mit roter Zunge und goldener Krone. Links auf goldenem Feld ein schwarzer rechtsgewandter rot bewehrter Adler mit roter Zunge.“

## Geschichte
Der Löwe als eigentliches Wappentier des Vogtlandes entspricht dem Pfälzer Löwen. Er wurde während der mittelalterlichen Herrschaft der Vögte von Weida, Gera und Plauen und deren Nachfolgern seit dem 13. Jahrhundert im Wappen geführt und damit auch zum vogtländischen Löwen. Der schwarze Reichsadler soll an den Reichslandcharakter weiterer Teile des ehemaligen Vogtlandes (Egerland, Regnitzland) erinnern.
Die Entscheidung, ob der Kreis ein Wappen oder eine Flagge führt, obliegt dem Kreistag des Vogtlandkreises. Dem Landrat obliegen allerdings „die Erteilung widerruflicher Genehmigungen für die Verwendung des Wappens und der Flagge des Vogtlandkreises nach Maßgabe der vom Kreistag beschlossenen Richtlinie“.

Kreisflagge

## Flagge
Der Kreis führt eine Gold-Schwarze waagerechte Bikolore mit aufgelegtem Wappen, bei der die beiden Streifen von gleicher Breite sind.

## Belege
1. ↑  Vogtlandkreis: Hauptsatzung des Vogtlandkreises. §3 Abs. 2 Punkt 12. 27. Juni 2019, abgerufen am 28. September 2023.
2. ↑  §21 Abs. 7 Punkt 7 Hauptsatzung